# 王雲錦
王雲錦（1657年—1727年），字海文，号柳溪。江苏无锡人。

## 生平
生于清顺治十四年（1657年），清康熙四十五年（1706年）状元，授翰林院修撰。康熙四十八年，出任陕西学政。参加编纂《康熙字典》。卒于雍正五年（1727年）。